# Landsat 9
Landsat 9 est un satellite d'observation de la Terre américain  qui fait partie du programme Landsat. Le projet est géré conjointement par la NASA chargé du segment spatial et par le United States Geological Survey (USGS) qui développement le segment au sol et exploite les données. Ce satellite d'environ 3 tonnes, qui a été lancé le 27 septembre 2021 pour prendre la suite de satellites aux caractéristiques proches, dispose d'une caméra permettant de réaliser des images de la surface en lumière visible et proche infrarouge et d'un spectromètre en infrarouge thermique qui doit mesurer la température au sol.

## Historique
Le programme Landsat est un programme spatial développé par la NASA qui a un joué un rôle pionnier dans la mise au point et l'exploitation de l'imagerie spatiale à des fins civiles (agriculture, gestion des désastres, ...). Les deux derniers satellites de ce programme, Landsat 7 et Landsat 8 ont été lancés respectivement en 1999 et 2013. Landsat  Dans le cadre de l'établissement des budgets 2014.
En avril 2015, la NASA annonce son souhait de passer commande d'un nouveau satellite Landsat-9. Celui-ci est commandé à la société Orbital ATK en octobre 2016 pour une somme de 130 millions de dollars américains qui inclut le support au sol durant la mission primaire mais ne comprend pas la fourniture des instruments et le lancement. Le satellite reprend l'architecture et l'instrumentation de Landsat 8. Comme celui-ci, il s'agit d'un satellite de 2,8 tonnes utilisant la plate-forme Leostar-3 de Orbital ATK. Les instruments sont la caméra multispectrale OLI-2 de Ball Aerospace & Technologies et le radiomètre multispectral TIRS-2 développé directement par le centre de vol spatial Goddard. Le lancement - initialement prévu en 2023 - est avancé à décembre 2020 (au plus tôt, si la préparation du lancement est alors achevée) pour permettre le remplacement de Landsat 7 - mis en orbite en 1999 - qui en 2016 arrive au bout de ses réserves d'ergols. Le satellite sert également de doublure à Landsat 8 lancé en 2013. Le coût de développement de la mission évalué à 838 millions US$ quelques mois avant le lancement est légèrement inférieur à celui estimé initialement.

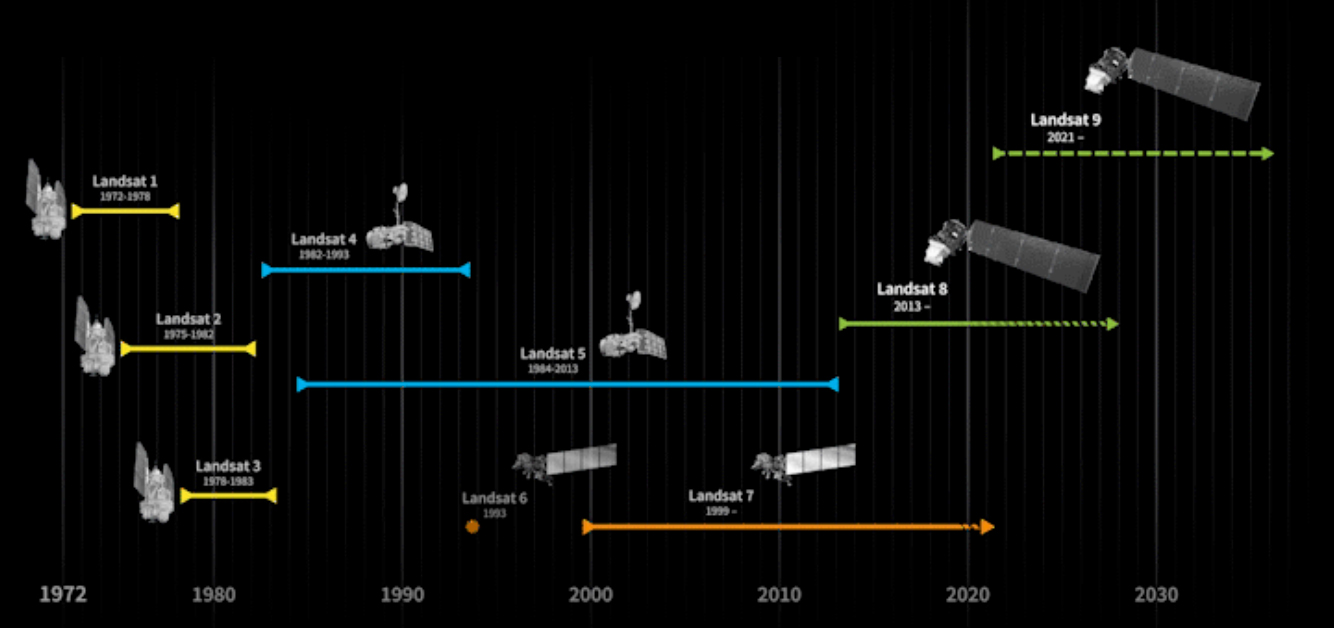
Chronologie du programme Landsat en 2021.

## Caractéristiques techniques de Landsat 9

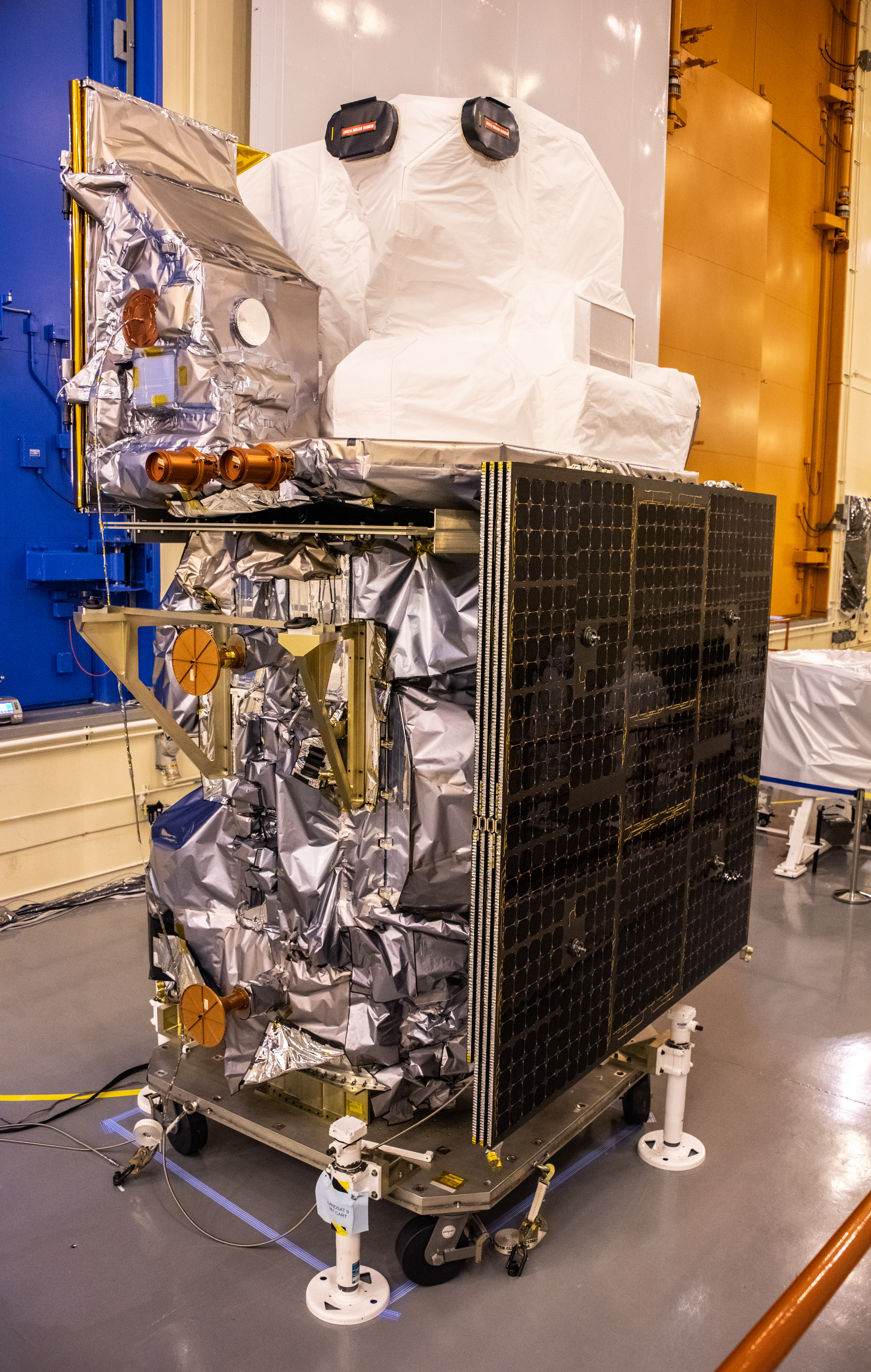
Le satellite Landsat 9 peu avant son installation sur son lanceur.

Les caractéristiques techniques de Landsat 9 sont pratiquement identiques à celle de Landsat 8. Sa masse au lancement est de 2 713 kg. Il utilise une plate-forme stabilisée sur 3 axes LEOStar-3 de la société Northrop Grumman Innovation Systems(autrefois Orbital ATK).
Les instruments embarqués sont les suivants :
- OLI-2 (Operational Land Imager) est l'instrument principal. Ce radiomètre multispectral acquiert des images dans neuf bandes spectrales allant du visible au moyen infrarouge avec une résolution spatiale de 15 mètres en panchromatique et 30 mètres dans les autres bandes spectrales. La fauchée est de 185 kilomètres et la fréquence de visite est de 16 jours.
- TIRS-2 (Thermal Infrared Sensor) est un radiomètre multispectral infrarouge à deux canaux qui fournit des images avec une résolution spatiale de 60 m. La fauchée est de 185 kilomètres.

## Remplacement: le programme Landsat Next
Le successeur du satellite Landsat 9 sera un satellite sans doute complètement différent. Plusieurs pistes sont explorées au début des années 2020 pour le futur du programme Landsat. Parmi celles-ci deux scénarios divergents sont envisagés. Dans le premier, les agences développeraient des futurs satellites de résolution spatiale moyenne mais meilleure que les Landsat existant avec une masse fortement réduite, un intervalle de visite plus fréquent et un plus grand nombre de bandes spectrales infrarouges et dans le visible. Dans le deuxième scénario, les images seraient fournies par d'autres sources tels qu'un partenariat public-privé.
En février 2021, un appel à proposition est lancé par la NASA auprès des industriels pour développer les prochains satellites dans le cadre d'un programme baptisé Landsat Next. Le cahier des charges comporte les spécifications suivantes,  : 
- résolution spatiale supérieure pour répondre aux besoins utilisateurs qui reçoivent désormais des données Sentinel-2 de 10 à 20 mètres de résolution (Landsat : 15 à 120 mètres)
- plus de bandes spectrales couvrant notamment les bandes spectrales principales des Sentinel-2 pour permettre une fréquence de visite quotidienne en combinant les programmes de la NASA et de l'ESA.
- Bandes spectrales supplémentaires pour répondre aux besoins nouveaux ou complémentaires dans le domaine de l'agriculture, la qualité des eaux de surface la géologie, etc bandes spectrales en infrarouge  thermique pour améliorer la température de la surface et ainsi affiner les contraintes sur l'émissivité.
- Maintenir les exigences spatiales, géométriques et radiométriques définies pour Landsat 8 et Landsat 9.
- La NASA et l'USGS n'ont pas figé l'architecture qui pourra diverger de celle des satellites existants. Celle-ci repose sur de gros satellites emportant des  instruments ayant un champ de vue large (15°) et deux instruments spécialisés l'un dans le visible/infrarouge proche l'autre dans l'infrarouge thermique. La future configuration pourra par exemple remplacer ce satellite unique par une flotte de satellites plus petits avec un champ de vue plus étroit et les deux instruments pourra être remplacé par un instrument unique assurant l'ensemble de la couverture spectrale. Une orbite différente de l'orbite actuelle pour permettre une fréquence de visite plus élevée pourra être proposée.
- Durée de vie minimale  de 5 ans.
- Premières données fournies à la fin des décennies 2020